# Rupert Huber (Physiker)

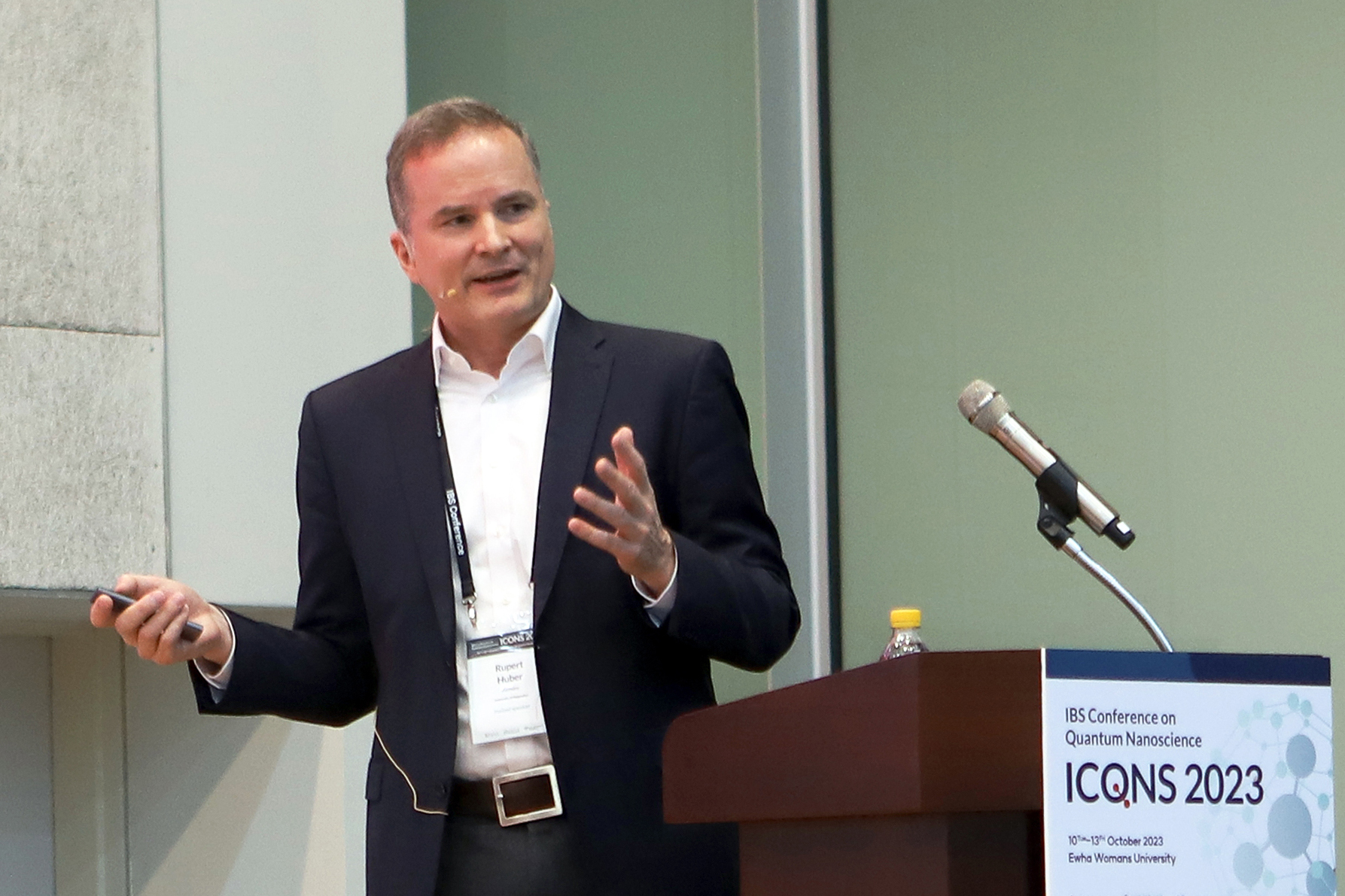
Rupert Huber am Center for Quantum Nanoscience in Seoul (2023).

Rupert Huber (geboren 1973 in Traunstein) ist ein deutscher Physiker und Hochschullehrer. Er befasst sich mit der experimentellen Untersuchung und Kontrolle der Dynamik von Molekülen, Festkörpern und Nanostrukturen auf kürzesten Längen- und Zeitskalen.

## Leben
Rupert Huber studierte an der Technischen Universität München und in Berkeley und wurde 2003 am Physik-Department der TU München promoviert. Von 2004 bis 2006 war er Feodor Lynen-Stipendiat der Alexander-von-Humboldt-Stiftung. Forschungsaufenthalte verbrachte er an der Hong Kong Baptist University, an der University of California, Berkeley, und am Lawrence Berkeley National Laboratory. Von 2007 bis 2010 leitete er eine Nachwuchsforschergruppe an der Universität Konstanz, gefördert durch das Emmy Noether-Programm der Deutschen Forschungsgemeinschaft. Seit 2010 ist er Professor am Institut für Experimentelle und Angewandte Physik der Universität Regensburg.
Besonders bekannt ist seine Forschung zur Terahertz-Physik an der Schnittstelle zwischen Optik und Elektronik. Im Rahmen sogenannter Lichtwellenelektronik nutzt seine Arbeitsgruppe das Trägerfeld von Licht als ultraschnelle elektrische Vorspannung. Wichtige Quantendynamik, wie Bloch-Oszillationen in Volumenhalbleitern, Quasiteilchen-Kollisionen oder Hohe-Harmonische-Generation, konnte er erstmals auf der Subzyklen-Zeitskala auflösen. Zudem beschäftigt er sich mit ultraschneller Nanoskopie. In einer engen Kooperation konnten die Arbeitsgruppen von Rupert Huber und Jascha Repp (ebenfalls Universität Regensburg) 2016 ein Lichtwellen-Rastertunnelmikroskop zeigen, mit dem erstmals die Bewegung eines einzelnen Moleküls direkt in Ort und Zeit aufgelöst werden kann.

## Auszeichnungen
- 2004: Feodor Lynen-Forschungsstipendium der Alexander von Humboldt-Stiftung
- 2007: Emmy-Noether Stipendium und Nachwuchsgruppe der DFG
- 2008: European THz Young Investigator Award der European Optical Society
- 2009: Rudolf-Kaiser-Preis des Stifterverbands für die deutsche Wissenschaft
- 2012: ERC Starting Grant (European Research Council)[15]
- Seit 2012: 13 × Preis für gute Lehre der Fakultät für Physik an der UR[16]
- 2016: Preis für gute Lehre an den staatlichen Universitäten in Bayern[17]
- 2019: Leibniz-Preis der Deutschen Forschungsgemeinschaft[1]
- 2019: Ernennung zum Fellow of the Optical Society of America (OSA)[18]
- 2022: ERC Synergy Grant 'Orbital Cinema' (European Research Council)

## Schriften (Auswahl)
- S. Ito, M. Schüler, M. Meierhofer, S. Schlauderer, J. Freudenstein, J. Reimann, D. Afanasiev, K. A. Kokh, O. E. Tereshchenko, J. Güdde, M. A. Sentef, U. Höfer, and R. Huber: Build-up and dephasing of Floquet–Bloch bands on subcycle timescales. In: Nature. Band 616. Nature/Springer Publishing Group, April 2023, ISSN 0028-0836, S. 696 - 701, doi:10.1038/s41586-023-05850-x.
- J. Freudenstein, M. Borsch, M. Meierhofer, D. Afanasiev, C. P. Schmid, F. Sandner, M. Liebich, A. Girnghuber, M. Knorr, M. Kira, and R. Huber: Attosecond clocking of correlations between Bloch electrons. In: Nature/Springer Publishing Group (Hrsg.): Nature. Band 610, S. 290 - 295, doi:10.1038/s41586-022-05190-2.
- C. P. Schmid, L. Weigl, P. Grössing, V. Junk, C. Gorini, S. Schlauderer, S. Ito, M. Meierhofer, N. Hofmann, D. Afanasiev, J. Crewse, K. A. Kokh, O. E. Tereshchenko, J. Güdde, F. Evers, J. Wilhelm, K. Richter, U. Höfer, and R. Huber: Tunable non-integer high-harmonic generation in a topological insulator. Hrsg.: Nature. Band 593. Nature Publishing Group, S. 385 - 390, doi:10.1038/s41586-021-03466-7.
- D. Peller, L. Z. Kastner, T. Buchner, C. Roelcke, F. Albrecht, N. Moll, R. Huber, and J. Repp: Sub-cycle atomic-scale forces coherently control a single-molecule switch. In: Nature. Band 585, 2020, S. 58–62, doi:10.1038/s41586-020-2620-2.
- S. Schlauderer, C. Lange, S. Baierl, T. Ebnet, C. P. Schmid, D. C. Valovcin, A. K. Zvezdin, A. V. Kimel, R. V. Mikhaylovskiy, and R. Huber: Temporal and spectral fingerprints of ultrafast all-coherent spin switching. In: Nature. Band 569. Springer Nature Publishing Group, Mai 2019, S. 383–387, doi:10.1038/s41586-019-1174-7.
- J. Reimann, S. Schlauderer, C. P. Schmid, F. Langer, S. Baierl, K. A. Kokh, O. E. Tereshchenko, A. Kimura, C. Lange, J. Güdde, U. Höfer, and R. Huber: Subcycle observation of lightwave-driven Dirac currents in a topological surface band. In: Springer Nature Limited (Hrsg.): Nature. Band 562, Nr. 7727, Oktober 2018, ISSN 1476-4687, S. 396–400, doi:10.1038/s41586-018-0544-x.
- F. Langer, C. P. Schmid, S. Schlauderer, M. Gmitra, J. Fabian, P. Nagler, C. Schüller, T. Korn, P. G. Hawkins, J. T. Steiner, U. Huttner, S. W. Koch, M. Kira, and R. Huber: Lightwave valleytronics in a monolayer of tungsten diselenide. In: Nature. Band 557, Nr. 7703, Mai 2018, ISSN 1476-4687, S. 76–80, doi:10.1038/s41586-018-0013-6, PMID 29720633, PMC 6205603 (freier Volltext).
- T. L. Cocker, D. Peller, P. Yu, J. Repp and R. Huber: Tracking the ultrafast motion of a single molecule by femtosecond orbital imaging. In: Springer/Nature Publishing Group (Hrsg.): Nature. Band 539, Nr. 7628, November 2016, ISSN 1476-4687, S. 263–267, doi:10.1038/nature19816, PMID 27830788, PMC 5597038 (freier Volltext).
- F. Langer, M. Hohenleutner, C. P. Schmid, C. Poellmann, P. Nagler, T. Korn, C. Schüller, M. S. Sherwin, U. Huttner, J. T. Steiner, S. W. Koch, M. Kira, and R. Huber: Lightwave-driven quasiparticle collisions on a subcycle timescale. In: Maxmillan Publishers Limited (Hrsg.): Nature. Band 533, Nr. 7602, Mai 2016, ISSN 1476-4687, S. 225–229, doi:10.1038/nature17958, PMID 27172045, PMC 5034899 (freier Volltext).
- M. Hohenleutner, F. Langer, O. Schubert, M. Knorr, U. Huttner, S.W. Koch, M. Kira and R. Huber: Real-time observation of interfering crystal electrons in high-harmonic generation. In: Macmillan Publishers Limited (Hrsg.): Nature. Band 523, Nr. 7562, Juli 2015, ISSN 1476-4687, S. 572–575, doi:10.1038/nature14652.
- R. Huber, M. S. Vitiello, L. Sorba, D. Ercolani, L. Viti: Ultrafast multi-terahertz nano-spectroscopy with sub-cycle temporal resolution. In: Nature Photonics. Band 8, Nr. 11, November 2014, ISSN 1749-4893, S. 841–845, doi:10.1038/nphoton.2014.225.
- O. Schubert, M. Hohenleutner, F. Langer, B. Urbanek, C. Lange, U. Huttner, D. Golde, T. Meier, M. Kira, S. W. Koch and R. Huber: Sub-cycle control of terahertz high-harmonic generation by dynamical Bloch oscillations. In: Nature Publishing Group (Hrsg.): Nature Photonics. Band 8, Nr. 2, Februar 2014, ISSN 1749-4893, S. 119–123, doi:10.1038/nphoton.2013.349.
- R. Huber, A. Leitenstorfer, A. Tredicucci, C. Ciuti, S. De Liberato: Sub-cycle switch-on of ultrastrong light–matter interaction. In: Nature. Band 458, Nr. 7235, März 2009, ISSN 1476-4687, S. 178–181, doi:10.1038/nature07838.

## Belege
1. 1 2  Leibniz-Preis: Von ultraschnellen Phänomenen und Nanomagnetismus. Abgerufen am 11. November 2023.
2. 1 2  Lehrstuhl Huber. Abgerufen am 17. Januar 2019.
3. ↑  Humboldtianer erhalten Leibniz-Preise. 6. Dezember 2018, archiviert vom Original am 12. Dezember 2018; abgerufen am 17. Januar 2019.
4. ↑  Lebenslauf Rupert Huber (DPG). (PDF) Archiviert vom Original am 19. Januar 2019; abgerufen am 17. Januar 2019.
5. ↑  Gottfried Wilhelm Leibniz-Preisträger 2019: Rupert Huber. In: dfg.de. Abgerufen am 11. November 2023.
6. 1 2  Alexander Schlaak: Pressemitteilung: Was Elektronen zum Zittern bringt. In: Universität Regensburg. 20. Januar 2014, archiviert vom Original am 17. Juni 2016; abgerufen am 17. Januar 2019.
7. 1 2 3  Cordula Böll: Pressemitteilung: Superschneller Wellenritt im Kristall. In: Universität Regensburg. 30. Juli 2015, archiviert vom Original am 17. Juni 2016; abgerufen am 17. Januar 2019.
8. ↑  Margit Scheid: Pressemitteilung: Höchste Taktraten lassen Elektronik kalt. In: Universität Regensburg. 26. September 2018, archiviert vom Original am 19. Januar 2019; abgerufen am 17. Januar 2019.
9. ↑  Alexander Schlaak: Pressemitteilung: Teilchenbeschleuniger für Quasiteilchen. In: Universität Regensburg. 12. Mai 2016, archiviert vom Original am 19. Januar 2019; abgerufen am 17. Januar 2019.
10. 1 2  Claudia Kulke: Pressemitteilung: Wie Kristalle Wellen schlagen. In: Universität Regensburg. 13. März 2017, archiviert vom Original am 31. März 2017; abgerufen am 17. Januar 2019.
11. ↑  Margit Adler: Pressemitteilung: Die Nano-Welt als Zeitlupenfilm. In: Universität Regensburg. 5. Oktober 2014, archiviert vom Original am 19. Januar 2019; abgerufen am 17. Januar 2019.
12. ↑  Claudia Kulke: Pressemitteilung: Blitzschneller Schalter für Elektronenwellen. In: Universität Regensburg. 12. Dezember 2016, archiviert vom Original am 5. Januar 2017; abgerufen am 17. Januar 2019.
13. ↑  Blitzschnelles Zeitlupen-Mikroskop verfolgt die Bewegung eines einzelnen Moleküls. Abgerufen am 17. Januar 2019.
14. ↑  Manfred Lindinger: Supermikroskop: Der Chemie in Zeitlupe zusehen. ISSN 0174-4909 (faz.net [abgerufen am 17. Januar 2019]).
15. ↑  Schnappschüsse der Quantenwelt. Pressemitteilung Universität Regensburg, archiviert vom Original am 9. Juni 2018; abgerufen am 17. Januar 2019.
16. ↑  Homepage Prof. Huber: Prizes and honors. In: physik.uni-regensburg.de. Abgerufen am 10. Juli 2023 (Preis wird jedes Semester vergeben).
17. ↑  Wissenschaftsminister Spaenle verleiht Preise für gute Lehre an 15 Wissenschaftlerinnen und Wissenschaftler bayerischer Universitäten | Bayerisches Landesportal. 16. November 2016, abgerufen am 17. Januar 2019.
18. ↑  OSA Fellow Members 2019. Abgerufen am 17. Januar 2019.

| Personendaten    | Personendaten                          |
| ---------------- | -------------------------------------- |
| NAME             | Huber, Rupert                          |
| KURZBESCHREIBUNG | deutscher Physiker und Hochschullehrer |
| GEBURTSDATUM     | 1973                                   |
| GEBURTSORT       | Traunstein                             |